# Площа Євгена Кватерника

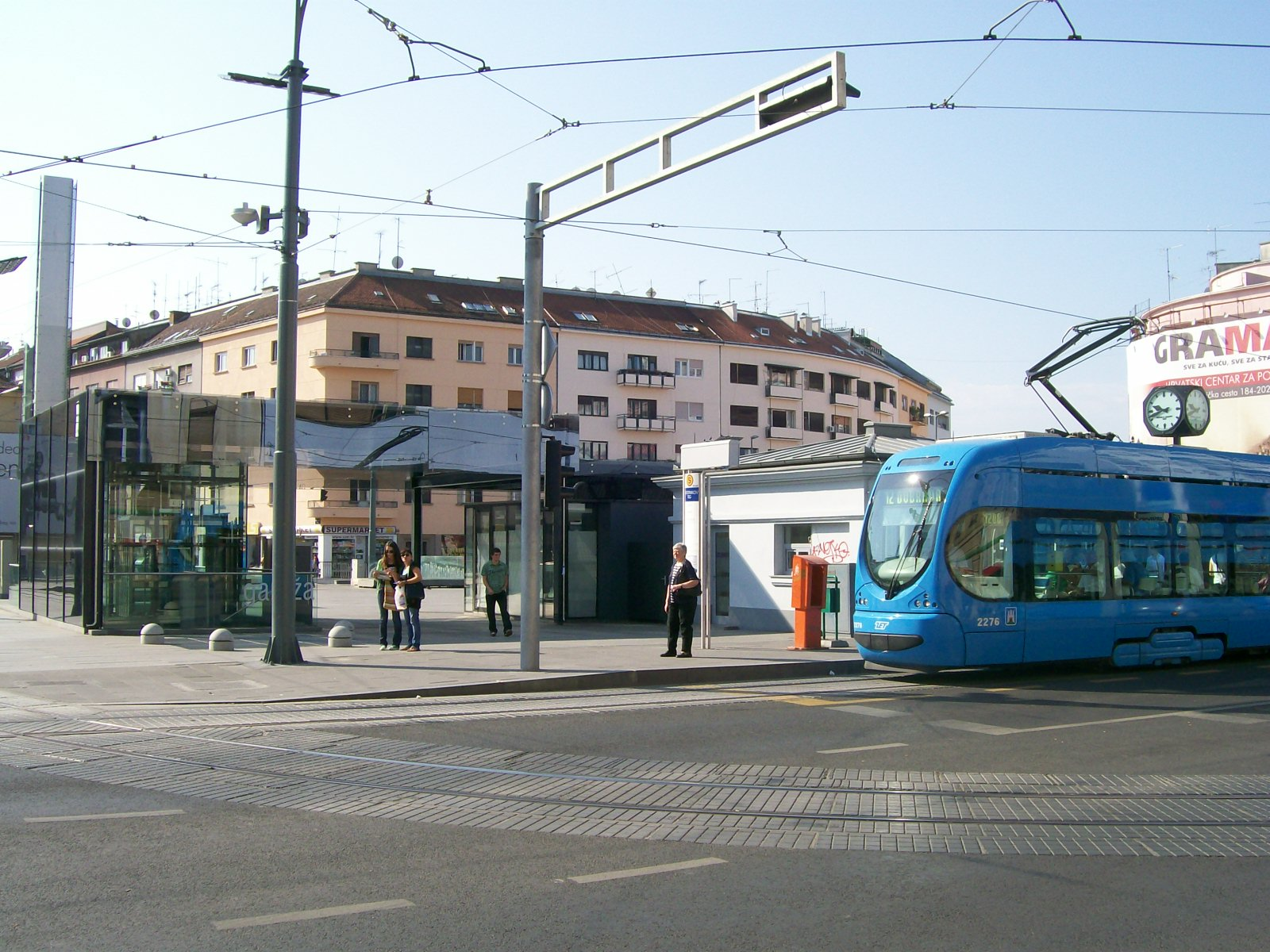
Перехрестя вулиць Дом'янича та Максимирської у північно-східному куті площі

Площа Євгена Кватерника (хорв. Trg Eugena Kvaternika),  неофіційно Кватерникова площа (хорв. Kvaternikov trg), у народі відома також як Кватерняк (хорв. Kvaternjak) або Кватрич (хорв. Kvatrić) — міський майдан у столиці Хорватії Загребі, на межі між районами Максимир, Горній град — Медвешчак і Нижнє місто. Лежить на перехресті вулиць Власька, Драгутина Дом'янича, Максимирська, проспекту Вєкослава Гайнцеля та вулиці Шубичева. Площа Кватерника — одна з найбільш відвідуваних у Загребі.
Площа є значним міським транспортним вузлом, де проходять або закінчуються трамвайні маршрути ZET 4, 5, 7, 11, 12 і 13.

## Історія
Виникла під час розширення міста на початку ХХ століття на місці колишніх митних воріт на околиці міста, де торговці платили за ввіз товарів у Загреб. Через своє початкове узбічне положення площа дістала назву Околична (хорв. Međašni trg). Сучасна міська забудова навколо площі виникла в 1930-х роках. Деякі нинішні будівлі з'явилися в 1960-х роках, тому забудова площі являє собою різноманітне поєднання усіх сучасних архітектурних стилів.
Площа тривалий час занепадала й тому вирішили її осучаснити. Хоча перший конкурс оголошено 1980 року, а другий — у 1997 році, реконструкція простору не проводилась до 2007–2008 років.
Оновлена внаслідок великого проєкту реконструкції площа отримала підземний паркінг. У рамках реконструкції замінено 16 900 м2 проїжджої частини та 11 100 м2 пішохідного простору. Також було повністю оновлено всі інженерні комунікації. На початку була також ідея розмістити на площі статую Євгена Кватерника, яку врешті так і не втілили в життя.
Однак оновлення наштовхнулося на опір навколишніх мешканців із функціональних та естетичних причин.